# Tapia de Casariego (kommunhuvudort)
Tapia de Casariego är en kommunhuvudort i Spanien.   Den ligger i provinsen Province of Asturias och regionen Asturien, i den nordvästra delen av landet, 400 km nordväst om huvudstaden Madrid. Tapia de Casariego ligger 24 meter över havet och antalet invånare är 4 317.
Terrängen runt Tapia de Casariego är varierad. Havet är nära Tapia de Casariego norrut. Runt Tapia de Casariego är det ganska glesbefolkat, med 50 invånare per kvadratkilometer. Närmaste större samhälle är Figueras, 7,4 km sydväst om Tapia de Casariego. 